# قيدان (القفر)

تعديل مصدري - تعديل

قيدان هي إحدى قرى عزلة بني سيف السافل بمديرية القفر التابعة لمحافظة إب، بلغ تعداد سكانها 1024 نسمة حسب تعداد اليمن لعام 2004.